# Aethes cremonana
Aethes cremonana es una especie de polilla del género Aethes, categorizada en la tribu Cochylini, de la subfamilia Tortricinae.

## Distribución
Se distribuye por Siria.

## Taxonomía
Fue descrita por Ragonot en 1894 y publicada en (Conchylis), Annls Soc. ent. Fr. 63: 194.